# Fritz Reinicke
Fritz Reinicke (* 1879; † 1967) war der vom 26. März 1945 bis zum 21. November 1946 durch die US-amerikanische Militärregierung eingesetzte Oberbürgermeister in Offenbach am Main.
Fritz Reinicke war vor der Machtübernahme durch die Nationalsozialisten im Jahre 1933 Mitglied der Zentrumspartei. Während der nationalsozialistischen Zeit war er parteilos und zuletzt Verwaltungsdirektor in Offenbach am Main. Als amerikanische Truppen am 26. März 1945 die Stadt Offenbach weitgehend kampflos besetzten, waren die meisten lokalen nationalsozialistischen Amtsinhaber bereits geflohen. Als dienstältester und ranghöchster Kommunalbeamter hatte Fritz Reinicke bereits am Morgen des 26. März die Leitung der verbliebenen Stadtverwaltung übernommen. Er veranlasste, dass die als Straßensperren aufgefahrenen Straßenbahnen wieder zurück in das Depot gefahren wurden. Die amerikanische Besatzungsmacht unter der Leitung des Majors F. E. Sheehan setzte den politisch unverdächtigen Reinicke noch am gleichen Tag als Oberbürgermeister ein. 
Ende April 1945 wurde ein provisorischer Bürgerausschuss gebildet, welcher Reinicke in seinen Amtsgeschäften beratend zu unterstützen hatte. Das Ziel der Militärregierung bestand darin, möglichst schnell eine funktionierende Stadtverwaltung zu etablieren. Am 3. Mai 1945 wurde die erste Bürgerausschusssitzung durchgeführt und einen Tag später die ersten amtlichen Mitteilungen der Militärregierung herausgegeben. Fritz Reinicke rief darin alle Offenbacher Bürger zur tatkräftigen Aufbauarbeit und zur Unterstützung der neuen Kommunalregierung auf. Während Reinickes Amtszeit wurden Maßnahmen zur Entnazifizierung durchgeführt, Ausgangssperren verhängt und über Lebensmittelkarten Nahrungsmittel zugeteilt. Die Firma Rowenta wurde verpflichtet, 100.000 Feuerzeuge an die US-Armee zu liefern. Reinicke selbst hatte kaum Handlungsspielraum in seinem Wirken als Bürgermeister für die bei Kriegsende 45.000 Einwohner Offenbachs. Er blieb bis zum 21. November 1946 im Amt, welches knapp zwei Monate später wieder besetzt wurde. Fritz Reinicke wurde im Jahre 1946 Mitglied der CDU.